# Publieksprijs voor het Nederlandse Boek
De Publieksprijs voor het Nederlandse boek, ook Boek van het jaar  genoemd, is een literatuurprijs die in 1987 werd ingesteld door de Stichting Collectieve Propaganda van het Nederlandse Boek (CPNB) en sindsdien jaarlijks in november wordt uitgereikt. 
Tot 1991 was het een oeuvreprijs, vanaf 1992 worden afzonderlijke boeken bekroond. Van 1992 tot en met 2000 heette de prijs de Trouw Publieksprijs (voor het Nederlandse Boek). Sinds 2001 zijn de Nederlandse Spoorwegen sponsor van de prijs en is de naam NS Publieksprijs (voor het Nederlandse Boek). De prijs bestaat uit een geldbedrag van 7500 euro, een sculptuur van Jeroen Henneman en een  jaar lang gratis reizen met de trein.

## Achtergrond
Anders dan bij veel andere literatuurprijzen, wordt voor deze prijs geen speciale jury ingesteld. Iedere lezer kan vanaf half oktober tot half november zijn stem uitbrengen en hoewel er door boekverkopers en bibliothecarissen een lijst van zes boeken wordt genomineerd, hoeven de kiezers zich niet tot deze keuze te beperken. Daarnaast wordt er ook een Kernjury samengesteld, die jaarlijks uit 275 leden bestaat. Deze is later vervangen door een Leesclub van slechts twintig leden. Zij ontvangen de zes genomineerde boeken en dienen deze gedurende de stemperiode te lezen en net als de lezers hun stem uit te brengen. Het totaal van de publieksstemmen en de stemmen van de Kernjury/Leesclub bepaalt dan uiteindelijk het winnende boek. Voor de prijs komt alleen oorspronkelijk Nederlands werk in aanmerking, in de genres fictie of factie (een verhalend boek met een groot non-fictie karakter).
Zes auteurs hebben de prijs tweemaal gewonnen (in chronologische volgorde): Annie M.G. Schmidt, Hella Haasse, Geert Mak, Joris Luyendijk, Hendrik Groen en Adriaan van Dis. De enige auteur die de prijs driemaal wist te winnen (en bovendien tweemaal achter elkaar) is Michel van Egmond: in 2013, 2014 en 2017.
In 2022 besloot de CPNB de NS Publieksprijs niet uit te reiken, nadat geconstateerd was dat het stemproces op grote schaal was gemanipuleerd. Mailadressen van Tweede Kamerleden bleken te zijn gebruikt om te stemmen op het boek Het Coronabedrog van FvD-leider Thierry Baudet, dat niet tot de zes genomineerde boeken behoorde. CPNB legde de stemmodule tijdelijk stil, maar het bleek daarna onmogelijk om een eerlijk verloop van de stemming veilig te stellen. Als alternatief werd het prijzengeld verdeeld onder de zes genomineerde schrijvers en kregen zij allemaal een jaarkaart. Om dergelijke fraude in de toekomst tegen te gaan ontvangt elke lezer voortaan na het uitbrengen van de stem een bevestigingsmail om deze te activeren.

## Winnaars
Publieksprijs voor het Nederlandse boek / Boek van het jaar
- 1987: Kees van Kooten oeuvreprijs
- 1988: Annie M.G. Schmidt oeuvreprijs
- 1989: Marjolein Bastin oeuvreprijs
- 1990: Jean M. Auel voor De stam van de holenbeer oeuvreprijs
- 1991: Annie M.G. Schmidt oeuvreprijs

Trouw Publieksprijs (voor het Nederlandse Boek)
- 1992: Betty Mahmoody voor Uit liefde voor mijn kind
- 1993: Hella S. Haasse voor Heren van de thee
- 1994: Tessa de Loo voor De Tweeling
- 1995: Adriaan van Dis voor Indische duinen
- 1996: Connie Palmen voor De vriendschap
- 1997: Anna Enquist voor Het geheim
- 1998: Marianne Fredriksson voor Anna, Hanna en Johanna
- 1999: Yvonne Keuls voor Mevrouw mijn moeder
- 2000: Geert Mak voor De eeuw van mijn vader

NS Publieksprijs (voor het Nederlandse Boek)
- 2001: J.K. Rowling voor Harry Potter en de Vuurbeker
- 2002: Judith Koelemeijer voor Het zwijgen van Maria Zachea
- 2003: Hella S. Haasse voor Sleuteloog
- 2004: Geert Mak voor In Europa
- 2005: (verschillende auteurs) voor de Nieuwe Bijbelvertaling
- 2006: Kluun voor Komt een vrouw bij de dokter
- 2007: Joris Luyendijk voor Het zijn net mensen: beelden van het Midden-Oosten
- 2008: Arthur Japin voor De overgave
- 2009: Herman Koch voor Het Diner
- 2010: Simone van der Vlugt voor Op klaarlichte dag
- 2011: Esther Verhoef voor Déjà Vu
- 2012: A.F.Th. van der Heijden voor Tonio. Een requiemroman
- 2013: Michel van Egmond voor Gijp
- 2014: Michel van Egmond voor Kieft
- 2015: Joris Luyendijk voor Dit kan niet waar zijn: onder bankiers
- 2016: Hendrik Groen voor Pogingen iets van het leven te maken
- 2017: Michel van Egmond voor De wereld volgens Gijp
- 2018: Hendrik Groen voor Zolang er leven is
- 2019: Martine Bijl voor  Rinkeldekink [7]
- 2020: Rutger Bregman voor De meeste mensen deugen
- 2021: Lale Gül voor Ik ga leven
- 2022: Niet uitgereikt vanwege grootschalige manipulatie bij het stemproces.[8] Genomineerd waren: Amalia van Claudia de Breij, De heks van Limbricht van Susan Smit, De nachtdienst van Esther Verhoef, Dwaalspoor van Suzanne Vermeer, Fortuna's kinderen van Annejet van der Zijl en Master Your Mindset van Michael Pilarczyk.
- 2023: Anya Niewierra voor De Camino [9]
- 2024: Adriaan van Dis voor Naar zachtheid en een warm omhelzen